# Kvindetri
Kvindetri er et mini-triathlon for kvinder, som har fundet sted med udgangspunkt i Vestbad hvert år siden 1995. Triathlonet arrangeres af Brøndby Triathlon Club i samarbejde med Club La Santa, Endurance Sport, Craft og Vestbad. I 1995 havde arrangementet omkring 500 deltagere, men siden er det vokset og med omkring 1.300 deltagere er det Europas største triathlon for kvinder. Triathlonet består af 200 meter svømning, 20 km cykling og 4 km løb.
Det starter og slutter i Vestbad, hvor svømmedelen naturligvis også afvikles i Vestbads udendørs og indendørs bassiner. Cykel- og løberuterne ligger i området omkring Vestbad i Brøndby og Rødovre.